# Powers (TV-serie)
Powers är en amerikansk TV-serie som bygger på serietidningen med samma namn. Serien hade premiär 10 mars 2015 på Playstation Network.